# Rourea emarginata
Khâm khua lõm (danh pháp khoa học: Rourea emarginata) là một loài thực vật có hoa trong họ Connaraceae. Loài này được William Jack miêu tả khoa học đầu tiên năm 1822 dưới danh pháp Cnestis emarginata. The Plant List hiện tại ghi nhận loài này theo danh pháp đồng nghĩa là Roureopsis emarginata.

## Phân bố
Loài này có trong khu vực từ Quảng Tây và Vân Nam ở Trung Quốc kéo dài về phía nam đến Tây Malesia. Rừng hỗn hợp, ở cao độ 300-1.200 m.

## Mô tả
Dây leo thân gỗ hoặc cây bụi leo bám, cao đến 2 m. Các cành thon búp măng, có lông tơ màu nâu hung đỏ nhiều hay ít khi non, nhẵn nhụi khi trưởng thành, có khía theo chiều dọc. Lá kép lông chim lẻ, hiếm khi 1-lá chét; cuống lá, trục lá và cuống lá chét có lông tơ nhiều hay ít; lá chét thường có 2-4 đôi; phiến lá chét màu lục nhạt phía xa trục và màu lục sẫm phía gần trục, từ hình elip đến hình elip-hình trứng, 6–12 cm × 3–5 cm  (những lá chét ở đầu gần cuống lá nhỏ hơn), từ giống lá cỏ đến giống da, nhẵn nhụi cả hai mặt hoặc đôi khi có lông tơ áp ép dọc theo gân giữa phía xa trục, gân lá 5-7 đôi, cong ngược lên, móc thành vòng khác biệt và nối ở một khoảng cách nhất định từ mép lá, đáy thuôn tròn xiên, mép nguyên, đỉnh có khía và nhọn đột ngột. Cụm hoa mọc ở nách lá, hiếm khi ở đầu cành, thường là chùm gồm 1-3 cành hoa; cành hoa 2–5 cm, 4-5 hoa; trục hoa và cuống hoa gần như nhẵn nhụi; lá bắc nhỏ, có lông tơ. Lá đài 5, rời, hình trứng đến hình elip dài, 5-6 × 2–3 mm, phình to ở quả, có màng, hơi có lông tơ phía xa trục, hiếm khi nhẵn nhụi. Cánh hoa 12-25 × 1-2,5 mm, nhẵn nhụi hoặc có một ít lông ở 1/2 phần xa điểm giữa phía xa trục. Nhị rời hoặc hợp sinh ít hay nhiều tại gốc. Lá noãn thường nhẵn nhụi. Quả đại 1-3 mỗi hoa, không cuống, màu đỏ sẫm khi non, màu đỏ tía khi già, hình elipxoit dài, 1,3-2,5 × 0,9-1,2 cm, nhẵn nhụi, đỉnh nhọn đột ngột. Hạt 1, màu đen bóng, bao quanh là lớp áo hạt màu nâu hung đỏ ở gốc.